# Галани, Димитра
Ди́митра Гала́ни (греч. Δήμητρα Γαλάνη; род. 14 ноября 1952, Афины) — греческая эстрадная певица.

## Биография
Димитра Галани родилась в Афинах, но семья происходила из Превезы, где она выросла и начала свою карьеру в конце 60-х годов XX века. Первые шаги на эстраде она сделала уже в возрасте 16 лет — на сцене впервые появилась в 1968 году с двумя песнями, вошедшими в альбом «Улыбка», на стихи и музыку Димоса Муциса и Никоса Гацоса. Её первые записи на грампластинках были выпущены в 1969 году.
За время своей более чем 40-летней эстрадной карьеры она сотрудничала с самыми известными греческими композиторами и исполняла песни на стихи известнейших греческих поэтов. Среди таких авторов Хадзидакис, Теодоракис, Хадзинасиос, Ксархакос, Микруцикос, Цицанис и др.

## Дискография
- Улыбка… (1969)
- Возвращение (1970)
- Наш военно-морской флот (1970)
- Ясли (1970)
- Золото земли (1971)
- Сторона солнца (1971)
- Димитра Галани 1 (1971)
- 4. 5. 3 (1972)
- Красная нить (1972)
- Павлос Мелас (1972)
- Является ли Бог (1973)
- Дни любви (1973)
- Димитра Галани (1973)
- Время Цицаниса (1973)
- Путь (1973)
- Станция ноль (1974)
- Ты и я (Душа и плоть) (1974)
- Последовательность (1974)
- Золотой диск (1974)
- Равнина (1974)
- Младенец (1974)
- Прощальный (1974)
- Стрельба (1975)
- Δροσουλίτες (1975)
- Λεμτομέρειες (1975)
- Бессмертие (1976)
- Ялтинское соглашение и песни горькой любви (1976)
- Альбом (1976)
- Я помню, ты меня любишь (1978)
- 14 золотых хитов 1 (1978)
- 14 золотых хитов 2 (1978)
- Образы (1979)
- Один день жизни (1980)
- Песни прошлых дней (1981)
- Ну, это так (1981)
- Приветствия (1982)
- Незабываемые хиты (1982)
- Бесконечные дороги (1983)
- 30 редких выступлений 1955—1965 № 1 (1983)
- Цена любви (1984)
- Греция MINOS EMI (1984)
- Вся музыка превратится в любовь (1984)
- Нормально (1984)
- Вечер с песней (1985)
- Манос Лизос: дань (1985)
- Исчезаю, потому что мечтаю (1985)
- Хороший слух (1986)
- Игра для двоих (1986)
- S/ S IONION 1934 (1986)
- Песни для моих друзей (1986)
- На проспекте любви (1987)
- Да здравствует греческая песня (1987)
- На Сириусе не было детей (1988)
- Право (1988)
- Ставрос Ксархакос: концерт (1988)
- Ночное правительство (1988)
- Из контактов (1988)
- Палирия (1989)
- Шоу начинается (1989)
- Суперхиты (1989)
- Не я спросил (1990)
- Для фортепьяно и голоса (1990)
- Прекрасные дни (1990)
- Свет (1991)
- Ужасная погода (1991)
- Мифы Европы (1991)
- Небольшая эпитафия (1992)
- Голая песня (1992)
- Через сладкий вздох (1992)
- Поцелуи времени (1992)
- На рынке мира (1993)
- Баллады Деметры (1993)
- На улицах (1994)
- Однажды днём, улыбаясь (1994)
- Куда плывешь в такую погоду (1994)
- Димитра Галани на рассвете (1994)
- Красная луна (1994)
- Дыхание или искусство сердца (1995)
- Димитра Галани на рассвете — 2 (1996)
- Песни Петрушки (1996)
- Бумаги (1997)
- Стекло дворцов (1998)
- Песни, написанные мною для друзей (1998)
- Танец со своей тенью (1998)
- Мое старое пальто (1999)
- Пусть живут только песни (1999)
- Барка души (1999)
- Димос Муцис: Иродеон (1999)
- Кисло-сладкое вино (1999)
- Ημισκούμπρια 2030 (1999)
- Из почвы и воды (1999)
- Live в Harama (1999)
- Димитрис Ифандис: Жизнь в других (2000)
- 18 — Дань Яннису Маркопулосу (2000)
- Свет любви (2000)
- Секреты сада (2001)
- Встреча (2001)
- После (2001)
- Живые записи на весах (2001—2002)
- Образы времени (2002)
- Для Григория (2002)
- Вы не пожалеете (2003)
- Манолис Фамеллос: Государство на дне (2003)
- Ставрос Ксархакос: В честь Никоса Гацоса (2003)
- На сцене (2004)
- Вы можете любить (2004)
- Стефанос Корколис: Планер (2004)
- Только два дня (2005)
- Live в Vox (2005)
- Я не знаю, как сильно тебя люблю/ Концерт в честь Βики Мосхолиу (2006)
- Дама червей (2007)
- Йоргос Карадимос: Войти в свет (2007)
- Матисс (2007)
- Любовь теряется в памяти (2008)